# Line Damkjær Kruse

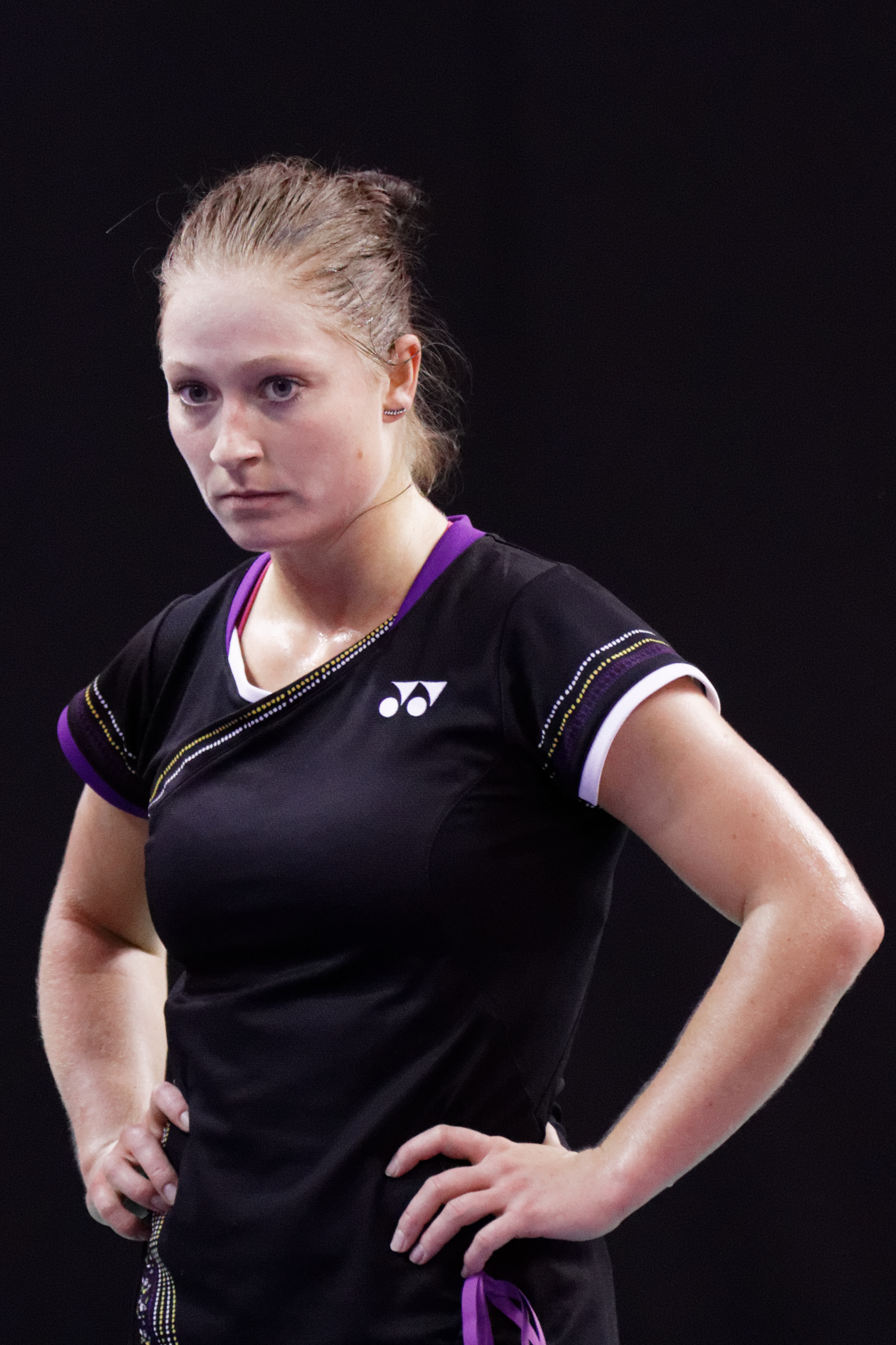
Line Damkjær Kruse, French Super Series 2013.

Line Damkjær Kruse (* 7. Januar 1988 in Aarhus) ist eine dänische Badmintonspielerin.

## Karriere
Line Kruse gewann zehn Nachwuchstitel in Dänemark und drei Medaillen bei Junioreneuropameisterschaften, bevor sie 2007 erstmals bei den Erwachsenen bei den Greece International erfolgreich war. Weitere Siege folgten bei den Hungarian International, Dutch Open, Dutch International und den Spanish International. 2010 gewann sie Bronze bei der Europameisterschaft im Damendoppel mit Mie Schjøtt-Kristensen.

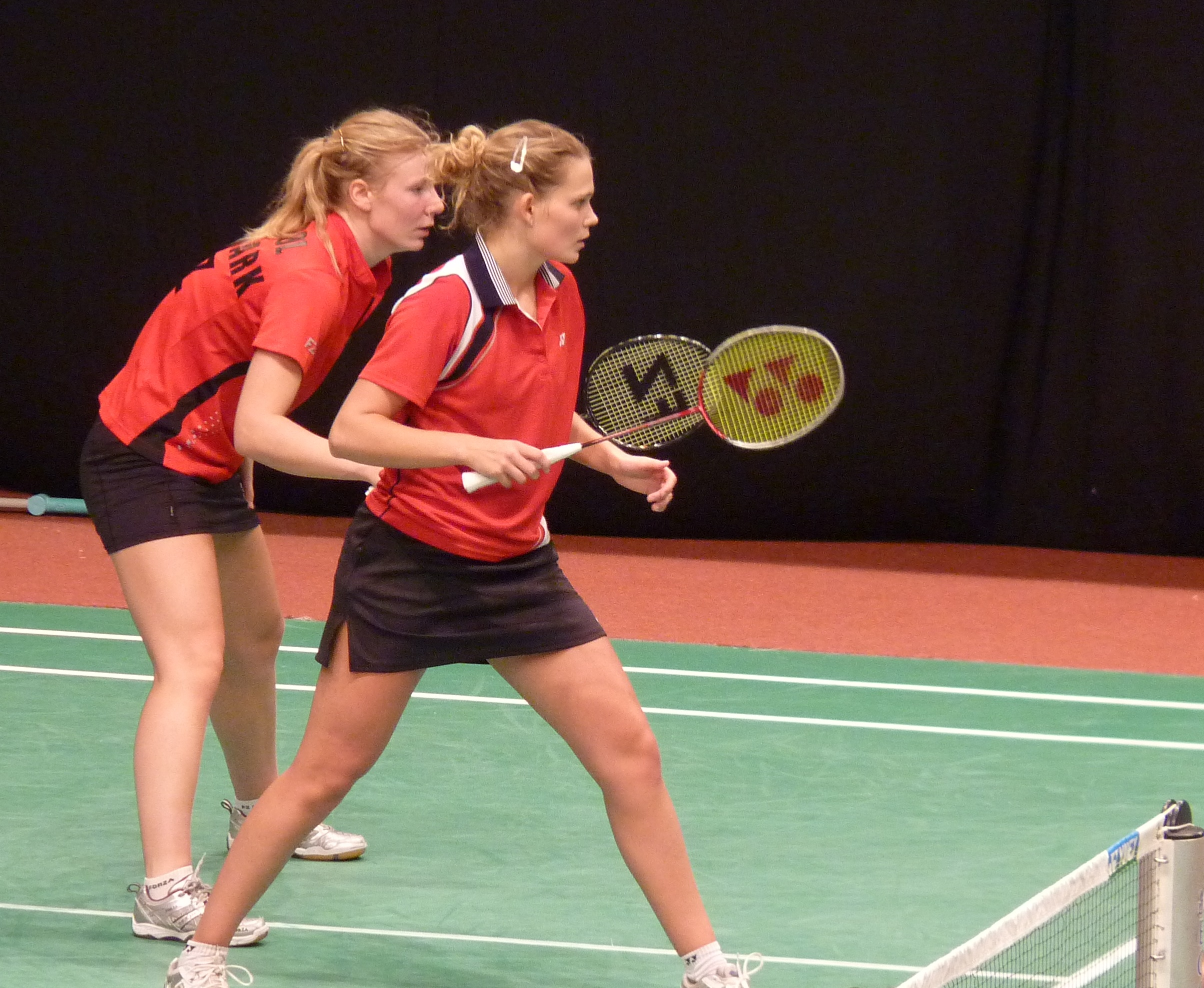
Line Damkjær Kruse and Mie Schjøtt-Kristensen

## Sportliche Erfolge
| Saison    | Veranstaltung                                    | Disziplin   | Platz | Name                                                  |
| --------- | ------------------------------------------------ | ----------- | ----- | ----------------------------------------------------- |
| 2000/2001 | Dänemark: Einzelmeisterschaften der Junioren U13 | Dameneinzel | 1     | Line Kruse, Viby J                                    |
| 2000/2001 | Dänemark: Einzelmeisterschaften der Junioren U13 | Mixed       | 1     | Martin Kragh, Vorup / Line Kruse, Viby J              |
| 2000/2001 | Dänemark: Einzelmeisterschaften der Junioren U13 | Damendoppel | 1     | Line Kruse / Louise Olesen, Viby J                    |
| 2002/2003 | Dänemark: Einzelmeisterschaften der Junioren U15 | Mixed       | 1     | Mads Pieler Kolding, Holbæk / Line Kruse, Viby J      |
| 2003/2004 | Dänemark: Einzelmeisterschaften der Junioren U17 | Mixed       | 1     | Line Kruse, Viby J / Mads Pieler Kolding, Holbæk      |
| 2004/2005 | Dänemark: Einzelmeisterschaften der Junioren U17 | Damendoppel | 1     | Line Kruse, Viby J. / Maria Thorberg, Humlebæk        |
| 2004/2005 | Dänemark: Einzelmeisterschaften der Junioren U17 | Mixed       | 1     | Mads Pieler Kolding, Holbæk / Line Kruse, Viby J.     |
| 2005      | Junioren-Europameisterschaft                     | Damendoppel | 2     | Christinna Pedersen / Line Kruse                      |
| 2005/2006 | Dänemark: Einzelmeisterschaften der Junioren U19 | Mixed       | 1     | Mads Pieler Kolding, Holbæk / Line Kruse, Viby J.     |
| 2005/2006 | Dänemark: Einzelmeisterschaften der Junioren U19 | Damendoppel | 1     | Marie Røpke, Gentofte / Line Kruse, Viby J.           |
| 2006/2007 | Dänemark: Einzelmeisterschaften der Junioren U19 | Damendoppel | 1     | Joan Christiansen, Solrød Strand / Line Kruse, Viby J |
| 2007      | Junioren-Europameisterschaft                     | Damendoppel | 2     | Joan Christiansen / Line Kruse                        |
| 2007      | Junioren-Europameisterschaft                     | Mixed       | 3     | Mads Kolding / Line Kruse                             |
| 2007      | Greece International                             | Mixed       | 1     | Mads Pieler Kolding / Line Damkjær Kruse              |
| 2007      | Hungarian International                          | Damendoppel | 1     | Line Damkjær Kruse / Camilla Sørensen                 |
| 2009      | Dutch International                              | Damendoppel | 1     | Line Damkjær Kruse / Mie Schjøtt-Kristensen           |
| 2009      | Dutch Open                                       | Damendoppel | 1     | Line Damkjær Kruse / Mie Schjøtt-Kristensen           |
| 2009      | Spanish International                            | Damendoppel | 1     | Line Damkjær Kruse / Mie Schjøtt-Kristensen           |
| 2010      | Europameisterschaft                              | Damendoppel | 3     | Line Damkjær Kruse / Mie Schjøtt-Kristensen           |
| 2011      | Denmark International                            | Damendoppel | 1     | Line Damkjær Kruse / Marie Røpke                      |
| 2012      | Denmark International                            | Damendoppel | 1     | Line Damkjær Kruse / Marie Røpke                      |
| 2013      | Denmark International                            | Damendoppel | 1     | Line Damkjær Kruse / Marie Røpke                      |
| 2014      | Finnish Open                                     | Damendoppel | 1     | Line Damkjær Kruse / Marie Røpke                      |